# Campeonato Paraibano de Futebol de 1928
O Campeonato Paraibano de Futebol de 1928 foi organizado e dirigido pela Liga Desportiva Parahybana. Contou com a participação de 5 times e ao final o Palmeiras Sport Club conquistou o seu terceiro título estadual.

## Participantes
O campeonato estadual de 1928 contou com 5 participantes<ref>Composition of the Championships., foram eles:
| Clube                     | Cidade     |
| ------------------------- | ---------- |
| América Football Club     | Parahyba   |
| Esporte Clube Cabo Branco | Parahyba   |
| Palmeiras Sport Club      | Parahyba   |
| Pytaguares Futebol Clube  | Parahyba   |
| Tibiry Sport Club         | Santa Rita |

## Vencedor
| Campeonato Paraibano de Futebol de 1928  |
| ---------------------------------------- |
| Palmeiras Sport Club Campeão (3º título) |